# Jonathan Mould
Jonathan „Jon“ Mould (* 4. April 1991 in Newport) ist ein ehemaliger britischer Radsportler.

## Sportliche Laufbahn
Zu Beginn seiner sportlichen Laufbahn lag der Schwerpunkt von Jonathan Mould auf der Bahn. 2008 wurde er in der Mannschaftsverfolgung britischer Meister, 2009 errang er den Titel des Junioren-Europameister im Zweier-Mannschaftsfahren und Silber in der Mannschaftsverfolgung. 2011 wurde er britischer Meister der Elite im Scratch, 2013 im Omnium und mit George Atkins im Zweier-Mannschaftsfahren.
Anschließend bestritt Mould hauptsächlich Straßenrennen in Großbritannien. 2017 gewann er eine Etappe beim New Zealand Cycle Classic. Bei den Commonwealth Games 2018 wurde er im Trikot von Wales Zweiter im Straßenrennen. Im selben Jahr gewann er den Grand Prix des Marbriers. 2019 beendete er seine aktive Radsportlaufbahn.

## Erfolge

### Bahn
2008
- Britischer Meister – Mannschaftsverfolgung (mit James Boyman, Christopher Richardson und Joel Stewart)

2009
- Junioren-Europameister – Zweier-Mannschaftsfahren (mit Christopher Whorrall)
- Junioren-Europameisterschaft – Mannschaftsverfolgung (mit Sam Harrison, George Atkins und Timothy Kennaugh)

2011
- U23-Europameisterschaft – Punktefahren
- Britischer Meister – Scratch

2013
- Britischer Meister – Omnium, Zweier-Mannschaftsfahren (mit George Atkins)

### Straße
2017
- eine Etappe New Zealand Cycle Classic

2018
- Commonwealth Games – Straßenrennen
- Grand Prix des Marbriers